# Pyrrhulina maxima
Pyrrhulina maxima är en fiskart som beskrevs av Eigenmann och Eigenmann, 1889. Pyrrhulina maxima ingår i släktet Pyrrhulina och familjen Lebiasinidae. Inga underarter finns listade i Catalogue of Life.